# Ieronim (Černyšov)
Ieronim (světským jménem: Igor Anatoljevič Černyšov; * 12. července 1966, Voroněž) je ruský duchovní Ruské pravoslavné církve a emeritní biskup orelský a livenský.

## Život
Narodil se 12. července 1966 ve Voroněži.
Po střední škole nastoupil roku 1983 na fakultu historie Voroněžské pedagogické univerzity. O dva roky později započal povinnou vojenskou službu. Poté se vrátil zpět na univerzitu.
Roku 1988 nastoupil na Moskevský duchovní seminář.
Roku 1990 byl postřižen na monacha se jménem Ieronim na počest svatého Jeronýma. Stejného roku byl rukopoložen na jerodiákona a jeromonacha.
Roku 1994 se stal představeným chrámu svatého Řehoře Divotvůrce v Moskvě.
Dne 30. listopadu 1996 byl povýšen na igumena a 30. listopadu 2003 na archimandritu.
Roku 2006 dokončil dálkové studium Moskevské duchovní akademie.
Dne 15. dubna 2008 jej Svatý synod zvolil biskupem orelským a livenským. Dne 1. června byl oficiálně jmenován biskupem a o den později proběhla jeho biskupská chirotonie. Hlavním světitelem byl patriarcha moskevský a celé Rusi Alexij II.
Brzy došlo ke konfliktu mezi ním a eparchiálním sekretářem protojerejem Vladimirem Dorošem, kterého Ieronim obvinil z nelegálního prodeje nemovitostí. Ten na oplátku začal sbírat podpisy na rezignaci biskupa Ieronima a obvinil jej z propouštění duchovních a zabavování církevních cenností farností.
Dne 27. května 2009 jej Svatý synod penzionoval.